# ワット・プラタートハリプンチャイ
ワット・プラタートハリプンチャイ (Wat Phra That Hariphunchai、タイ語: วัดพระธาตุหริภุญชัย、正式名称: ワット・プラタートハリプンチャイウォーラマハーウィハーン〈Wat Phra That Hariphunchai Woramahaviharn、タイ語: วัดพระธาตุหริภุญชัยวรมหาวิหาร〉) は、タイのラムプーンにある仏教寺院（ワット、wat）である。寺院の創建年代は11世紀であるが、中央の仏塔（チェーディー、chedi）は9世紀に創設されたと考えられる。

## 歴史
ワット・プラタートハリプンチャイのもともとの起源は、ハリプンチャイ王国の当時の王が897年に仏陀の髪を納めるために仏塔（現在の中央の仏塔）を構築したものと伝えられる。ハリプンチャイの王 Athitayarai により創立された現在の複合建造物は1044年より始まる。
寺院は1443年にチエンマイのラーンナー王朝の王ティローカラートにより再建された。寺院のピラミッド型の仏塔であるチェーディー・スワンナ (Chedi Suwanna) は1418年に構築されている。1930年代には寺院の改修がタイ北部の僧侶クーバ・シヴィチャイによりなされた。

## 構成

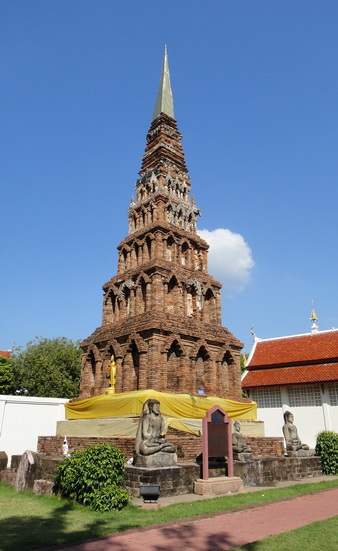
チェーディー・スワンナ

1443年の修復は、仏塔の鐘状部 (anda) に付けられた銅板に打出しの仏像を加えるなど、中央の仏塔を拡大して高めた。これら打出しの仏像はラーンナー古典期前期を示している。
複合建造物の北西にある高さ46mの特異なピラミッドの形をしたチェーディー・スワンナは、ハリプンチャイ時代のドヴァーラヴァティー様式であり、近郊のよく似たワット・チャーマテーウィー（ワット・クークット）の仏塔の模範になったとされる。この仏塔は1サタン硬貨の裏に描かれている。
ワット・プラタートハリプンチャイの礼拝堂（ウィハーン、wihan）は15世紀のラーンナーの仏像を安置する。礼拝堂の近くには、19世紀に創設された経蔵（ホートライ、ho trai）がある。その経蔵の階段にはナーガの意匠が認められる。礼拝堂の近くにはまた、世界最大という大きな青銅の銅鑼（馨〈けい〉）がある。その銅鑼は1860年に製作されたものである。

## 伝説
寺院の複合建造物の南西の端には、4つの足跡がついた石がある。崇拝者は、これらは仏陀がこの地を訪れた伝説を裏付けるものとしている。